# Microgale principula
Microgale principula é uma espécie de mamífero da família Tenrecidae, endêmica de Madagascar.